# Schleicher K 7
Die Schleicher K 7 Rhönadler ist ein doppelsitziges Segelflugzeug der 1950er Jahre. Das Flugzeug ist als Schulterdecker in Gemischtbauweise ausgeführt. Es wurde, trotz der Auslegung als robustes Hochleistungssegelflugzeug, vorrangig zur Anfängerschulung eingesetzt. Die K 7 absolvierte ihren Jungfernflug am 27. September 1956 und wurde bis 1966 bei Schleicher gefertigt. Möglicherweise entstanden bis 1977 noch Lizenzbauten. Insgesamt wurden 511 Flugzeuge produziert, davon 21 in Lizenz. Nach dem Produktionsende wurde die K 7 als Schulungsflugzeug weitgehend von den Nachfolgern ASK 13 und ASK 21 verdrängt. Heute erfreut sich das Muster, unter anderem wegen des geringen Anschaffungspreises und der einfachen Reparierbarkeit, größer werdender Beliebtheit bei Freunden der historischen Segelfliegerei.

## Geschichte

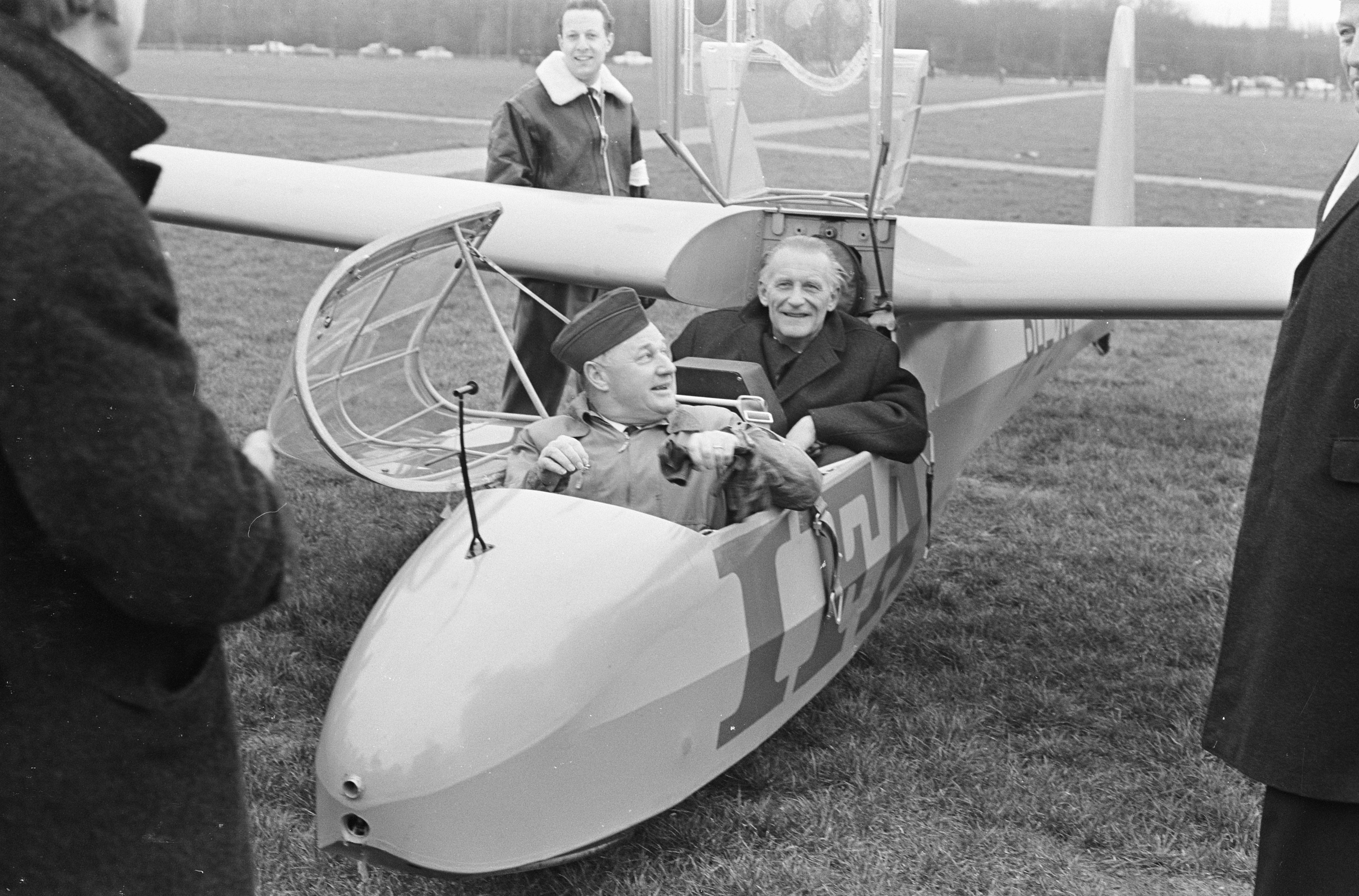
Zeitgenössisches Bild einer niederländischen K 7 vom 4. März 1967

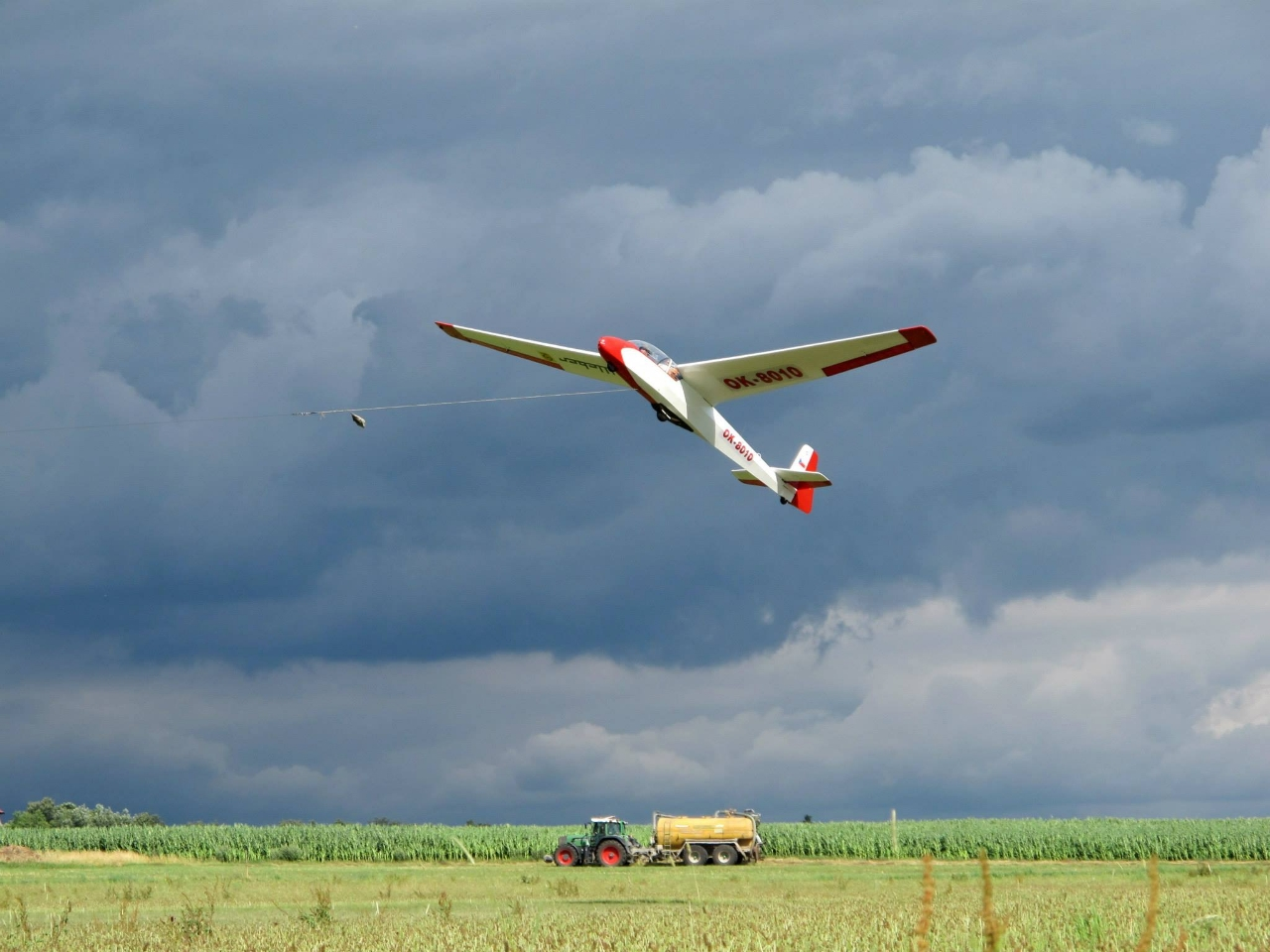
Tschechisch registrierte K 7 OK-8010 im Jahre 2013 im Windenstart, ehemals D-6010.

Nachdem der Konstrukteur Rudolf Kaiser bei Schleicher bereits die doppelsitzigen Muster Ka 2 und Ka 4 Rhönlerche II entwickelt hatte, wurde mit der K 7 eine robustere Version der Ka 2 geschaffen. Die K 7 hatte mehr Leistungspotential als die Ka 4, ohne dabei Einbußen in der Robustheit hinnehmen zu müssen. Der effizientere, aber beschädigungsanfälligere Sperrholzrumpf der Ka 2 wurde durch eine Stahlrohrkonstruktion ersetzt. Dies verminderte die Flugleistungen gegenüber dem Vorgängermodell geringfügig, machte das Flugzeug aber widerstandsfähiger gegen harte und Außenlandungen. Bei Beschädigung der Bespannung oder des Stahlrohrgitterrumpfes musste lediglich die Bespannung repariert oder Stahlrohre ersetzt werden. Aufwändige Holzarbeiten wie das Schäften entfielen. Dieser Vorteil schlug sich im kommerziellen Erfolg der K 7 nieder. Die K 7 verkaufte sich etwa um den Faktor fünf häufiger als die Ka 2.
In den Anfangsjahren der Motorseglerentwicklung wurde die K 7 als Erprobungsflugzeug für einfache Motorseglerkonstruktionen verwendet.
Die meisten der K 7 wurden nach dem Bau in Poppenhausen in Deutschland zugelassen. Einige Flugzeuge wurden auch direkt im Ausland registriert, dabei gingen die meisten Flugzeuge in die USA und die Niederlande mit jeweils 23 abgenommenen Flugzeugen. Vereine und Privatpersonen aus der Schweiz und Belgien nahmen direkt nach dem Bau jeweils 15 Flugzeuge aus Poppenhausen ab. Auch nach Neuseeland und Finnland wurden je 10 Flugzeuge geliefert und in Südafrika konnten insgesamt 9 Flugzeuge abgesetzt werden. Einige Flugzeuge wurden zudem nach Großbritannien und nach Australien geliefert.
Nachdem die K 7 bei Alexander Schleicher 490 Mal und in Lizenz weitere 21 Mal gebaut worden war, wurde die Produktion eingestellt. Es gilt als gesichert, dass die Produktion bei Alexander Schleicher im Jahre 1966 endete. Möglicherweise wurden bis 1977 noch Flugzeuge in Lizenz produziert.
Von den zunächst in Deutschland zugelassenen Flugzeugen wurden in den folgenden Jahrzehnten die überwiegende Mehrheit ins Ausland verkauft. Dabei wurden Flugzeuge zum Beispiel nach Tschechien, Israel, Italien, Ungarn und viele weitere Länder verkauft. Der genaue Zulassungsverlauf ist heute nicht mehr für jedes Flugzeug nachvollziehbar.

## Konstruktion

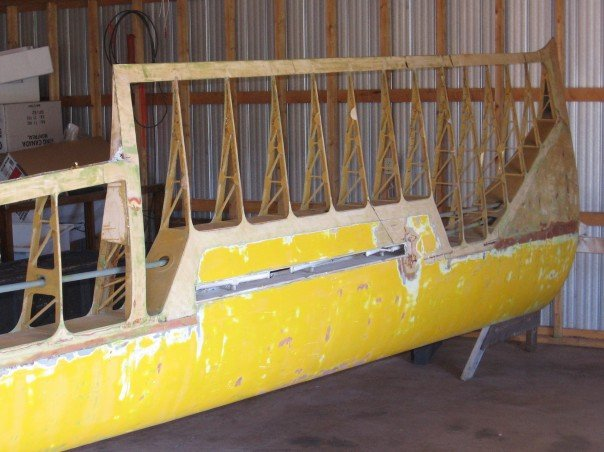
Tragfläche einer K 7 im unbespannten Zustand

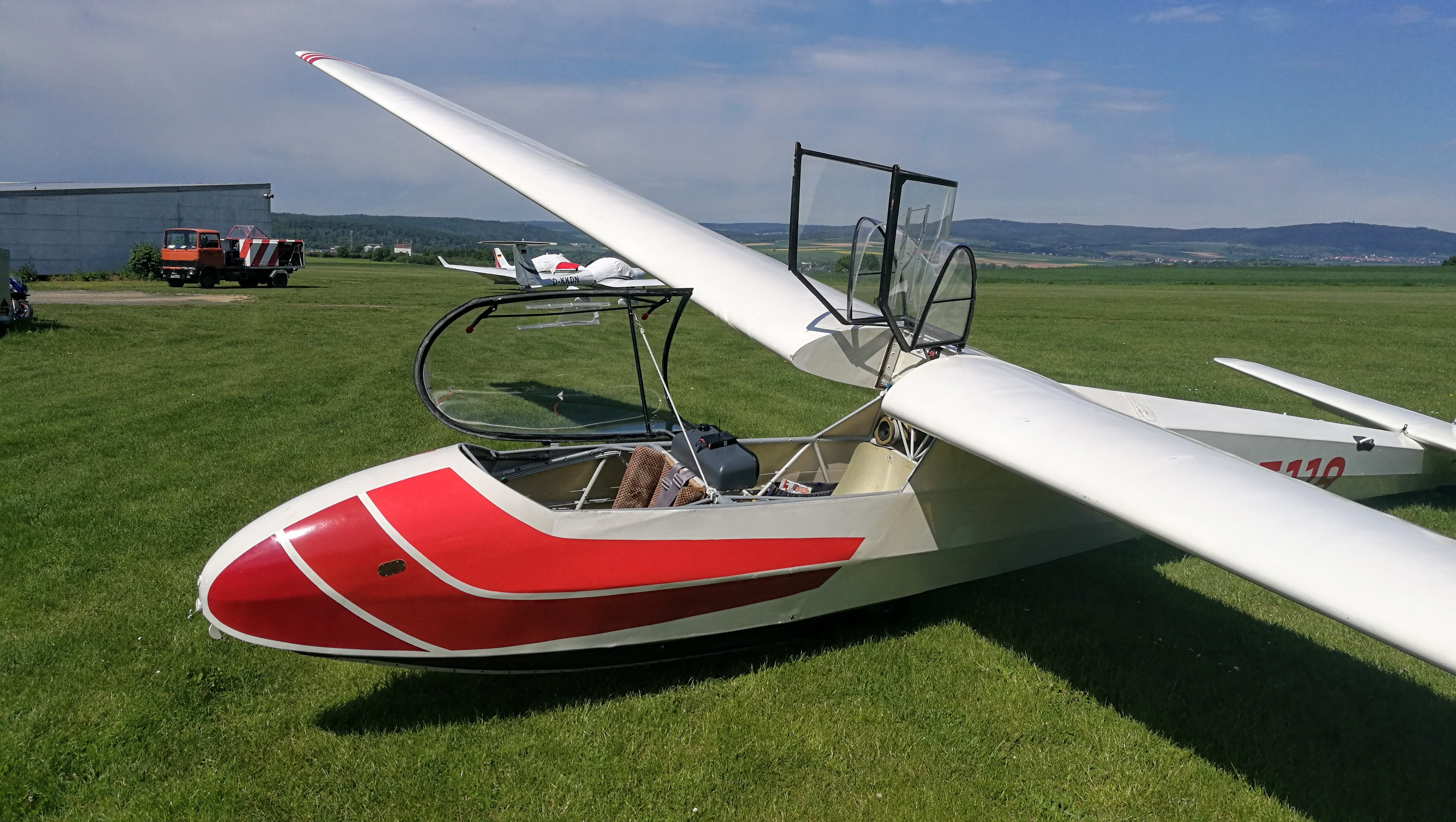
Nach seitlichem Öffnen der vorderen Haube kann die hintere nach oben geklappt werden

Blick auf den hinteren Teil des Stahlrohrgitterrumpfes einer abgerüsteten K 7

Die K 7 ist ein Segelflugzeug in Gemischtbauweise. Der Rumpf besteht aus einer Stahlrohrgitterkonstruktion in Fachwerkbauweise und ist bespannt. Teilweise ist er mit Formleisten aus Holz versehen. Die Tragflächen sind aus Holz gefertigt, größtenteils bespannt und verfügen über eine negative Pfeilung von 6° in 25 % Flügeltiefe. An der Torsionsnase, in der Nähe der Wurzelrippe, am Flügelende und rund um die Bremsklappen finden sich sperrholzbeplankte Flächen. Der Holm der Tragfläche ist wie bei der Ka 2 aus Kiefernholz gefertigt. Das Profil der Tragflächen ist vorwiegend Göttingen 533, was sich zum Flügelende hin zu Göttingen 532 verändert.
Die Höhenflosse und die Seitenflosse sind beplankt, wobei die Ruder bespannte Holzkonstruktionen sind. Die Trimmung des Höhenruders erfolgt über ein Flettner-Ruder. Für den Antrieb der Quer- und Höhenruder werden Stoßstangen verwendet, das Seitenruder ist über Steuerseile mit den Pedalen verbunden. Der Steuerknüppel auf dem hinteren Sitzplatz ist für Passagierflüge durch Lösen einer Schraube herausnehmbar.
Frühe Modelle verfügten über eine steckbare bzw. bereits klappbare Haube, die einen Metallrahmen besaß. Die Haubenteile wurden aus Astralon und Plexiglas gefertigt. Diese Haube bot für den vorderen Sitz allerdings wenig Bewegungsfreiheit für den Kopf des Piloten. Spätere Modelle wurden mit einer gezogenen Plexiglashaube ausgeliefert, was die Sichtverhältnisse verbesserte. Zum Öffnen der klappbaren Hauben wird die vordere Haube zur Seite, die hintere Haube nach oben geklappt. Die gezogene Haube wird oft als „Schweizer-Haube“ bezeichnet. Auf dem hinteren Sitzplatz sitzt der Passagier bzw. der Fluglehrer mit dem Kopf zwischen den Wurzelrippen der Torsionsnase der beiden Tragflächen, wodurch das Blickfeld nach den Seiten eingeschränkt ist. Dies wird heute, neben dem ungefederten Fahrwerk, als Nachteil der Konstruktion angesehen. Als die K 7 in den 1950er Jahren auf dem Markt erschien, wurde die „vollverglaste Kabine“ noch für die gute Sicht nach allen Seiten gelobt. Dies erklärt sich dadurch, dass die Sicht aus zuvor verwendeten Schulungssegelflugzeugen wie dem Raab Doppelraab wohl noch schlechter war. Aus heutiger Perspektive ist die Rundumsicht aus der K 7, im Vergleich mit der häufig verwendeten ASK 21, schlecht.
Der Rumpf war in der vorderen Sektion anfangs sperrholzbeplankt, was später durch glasfaserverstärkten Kunststoff ersetzt wurde.
Das Fahrwerk ist in der Nähe des unbeladenen Schwerpunkts, was das Rangieren am Boden vereinfacht. Ursprünglich waren die K 7 mit Kufen und Schleifsporn ausgestattet, was später gelegentlich durch ein Bug- und/oder Spornrad ersetzt wurde. Vor dem Höhenleitwerk befindet sich auf jeder Rumpfseite ein Griff aus Stahlrohr. Diese dienen dem Anheben des Rumpfes beim Rangieren am Boden und ersetzen den heute oft üblichen Spornkuller.
Standardmäßig wurden eine Bug- und eine Schwerpunktkupplung verbaut. Die Schwerpunktkupplung befindet sich links außermittig des Rumpfes, weshalb beim Anschleppen im Windenstart das Seitenruder voll links ausgeschlagen werden muss, um ein Ausbrechen des Flugzeugs zu verhindern.
Die Schempp-Hirth-Sturzflugbremsen fahren sowohl auf der Ober- als auch auf der Unterseite der Tragflächen aus und ermöglichen schnelles Sinken in allen Geschwindigkeitsbereichen. Während der Erprobung des Flugzeugs wurde es im Sturzflug bis 250 km/h geflogen.
Wie die meisten anderen Segelflugzeuge lässt sich die K 7 zum leichteren Transport auf einem Anhänger abrüsten. Dabei werden die Tragflächen links und rechts einzeln, das Höhenleitwerk im Ganzen abgenommen. Zum Abnehmen der Tragflächen sind die Ruderanschlüsse, zwei Hauptbolzen und vier Verbindungsbolzen zum Rumpf zu entfernen. Beim Höhenleitwerk ist die Flettner-Trimmung und eine Halteschraube zu entfernen, danach das Höhenleitwerk als Ganzes abzunehmen.

## Versionen

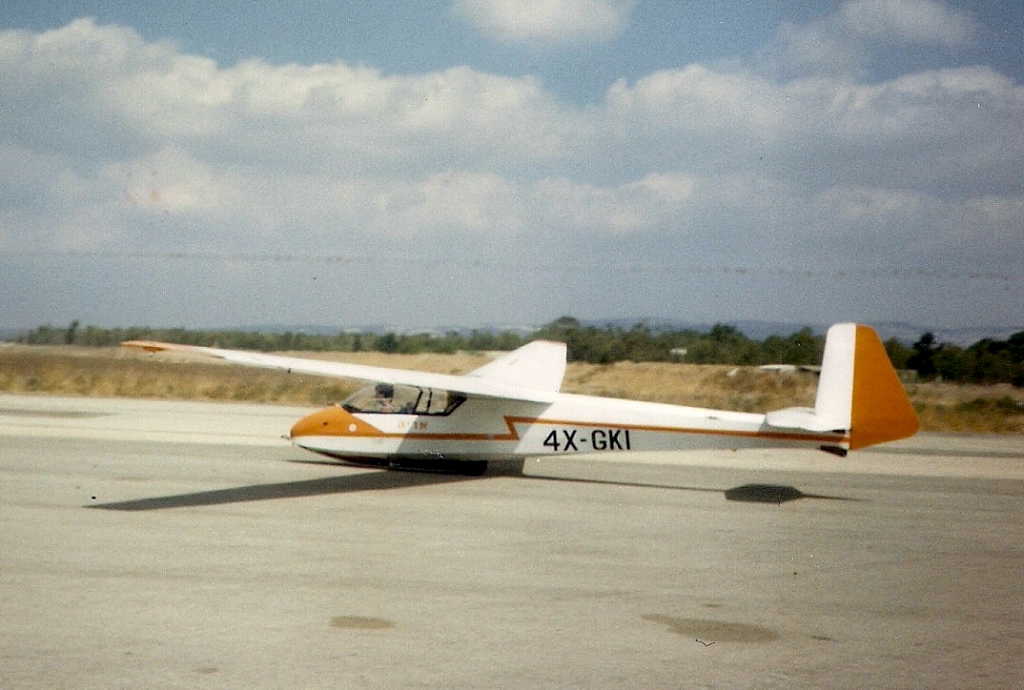
Typische K 7 mit Kufe, Schleifsporn, Rumpfboot und Schweizer Haube im Jahre 1985 in Israel. Die ehemalige D-5587 wurde bei einer Kollision zerstört.

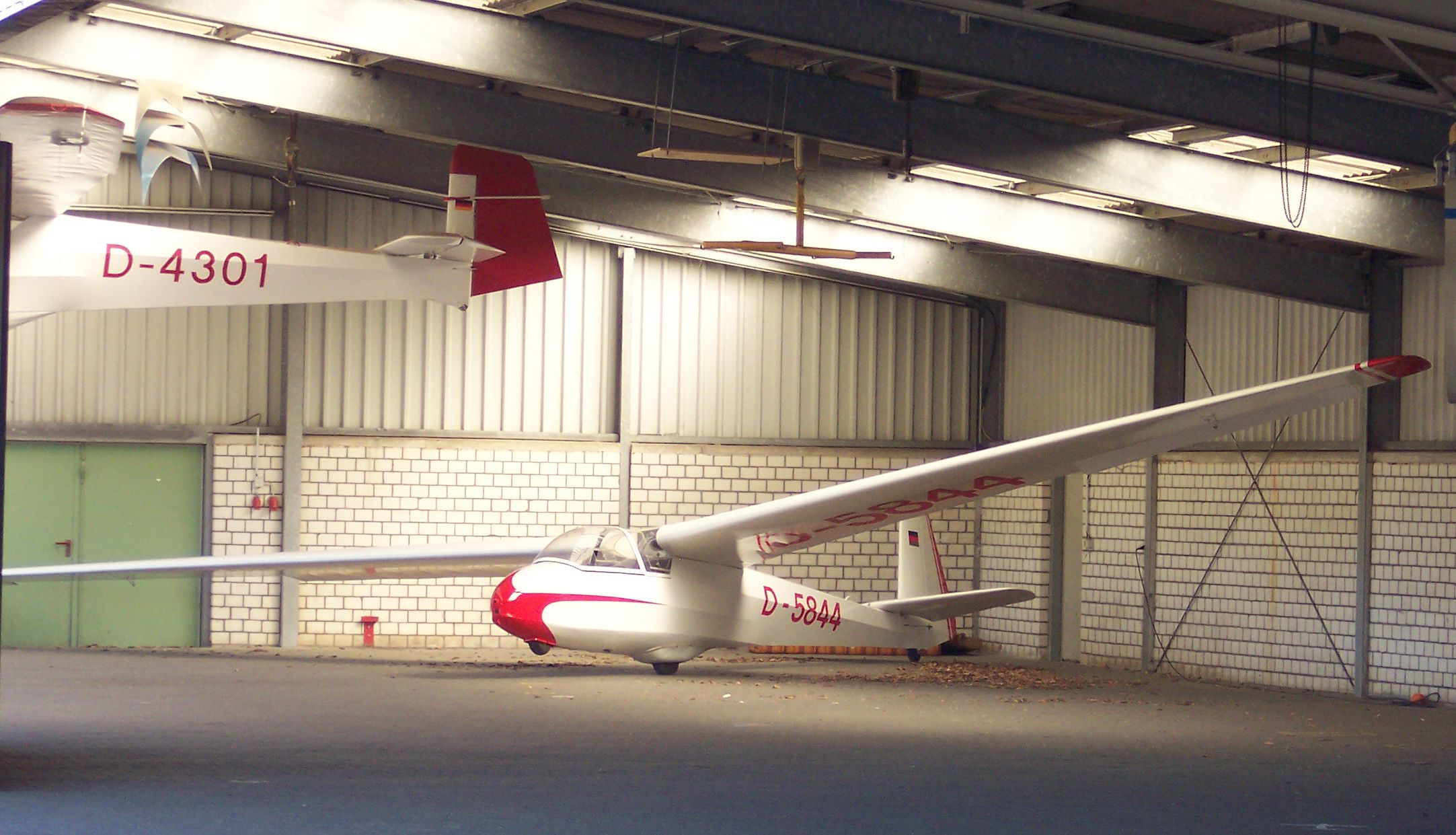
K 7 mit Bug- und Spornradfahrwerk

Die K 7 wurde während ihres Produktionszeitraums stetig mit geringfügigen Änderungen weiterentwickelt. So wurden die ersten Versionen mit rein stoffbespannten Rümpfen ausgeliefert, die späteren Versionen erhielten zunächst ein Rumpfboot aus Sperrholz, später aus glasfaserverstärktem Kunststoff.
Neben der Erprobung von zwei Einsteckmotoren im hinteren Drittel der Tragflächen, sind die englischen Umbauten „K 7/13“ bzw. „K 7-lookalike-ASK 13“ hervorzuheben. Bei diesen Umbauten setzten einige Enthusiasten des Derbyshire and Lancashire Gliding Club die Tragflächen der K 7 nach unten, um das Flugzeug ähnlich der ASK 13 wirken zu lassen, ohne dabei eine ASK 13 kaufen zu müssen. Dabei wurden die Holmverbindungen der Tragflächen, die Haube und die Rumpfabdeckung geändert. So verbesserte sich der Rundumblick des Fluglehrers auf dem hinteren Sitzplatz erheblich. Die K 7/13 ist auf den ersten Blick kaum von einer ASK 13 zu unterscheiden. Im Sommer 2002 flogen in Großbritannien noch sechs K 7/13.
In Eigenbau wurden K 7 gelegentlich mit Bugrad anstelle einer Kufe und mit Spornrad anstelle eines Schleifsporns versehen. Auch der Einbau eines gefederten Hauptfahrwerkes war möglich. Diese Änderungen hatten in Übereinstimmung mit den technischen Mitteilungen von Alexander Schleicher stattzufinden.
Die K 7 wurde in zwei unterschiedlichen Bremsklappenversionen gebaut. Die kleinere Version der Bremsklappen erlaubte Wolkenflug nur einsitzig. Mit den großen Bremsklappen war Wolkenflug auch zweisitzig erlaubt. Der Wolkenflug erfordert gemäß Flughandbuch jedoch zusätzliche Instrumente. Siehe dazu Mindestausrüstung und Wolkenflug.
Mindestens eine K 7 wurde hinter den Hauptholmen der Tragflächen mit je einem Einstecktriebwerk versehen. Die Motoren waren mit Druckpropellern versehen, die sich zwischen den Holmen und der Endleiste befanden. Ähnlich wie bei den Motorisierungsoptionen der K 8 verschwanden diese Entwicklungen mit der Einführung leistungsfähiger Motorsegler wie dem Scheibe SF 25 oder der ASK 16.

## Mindestausrüstung und Wolkenflug

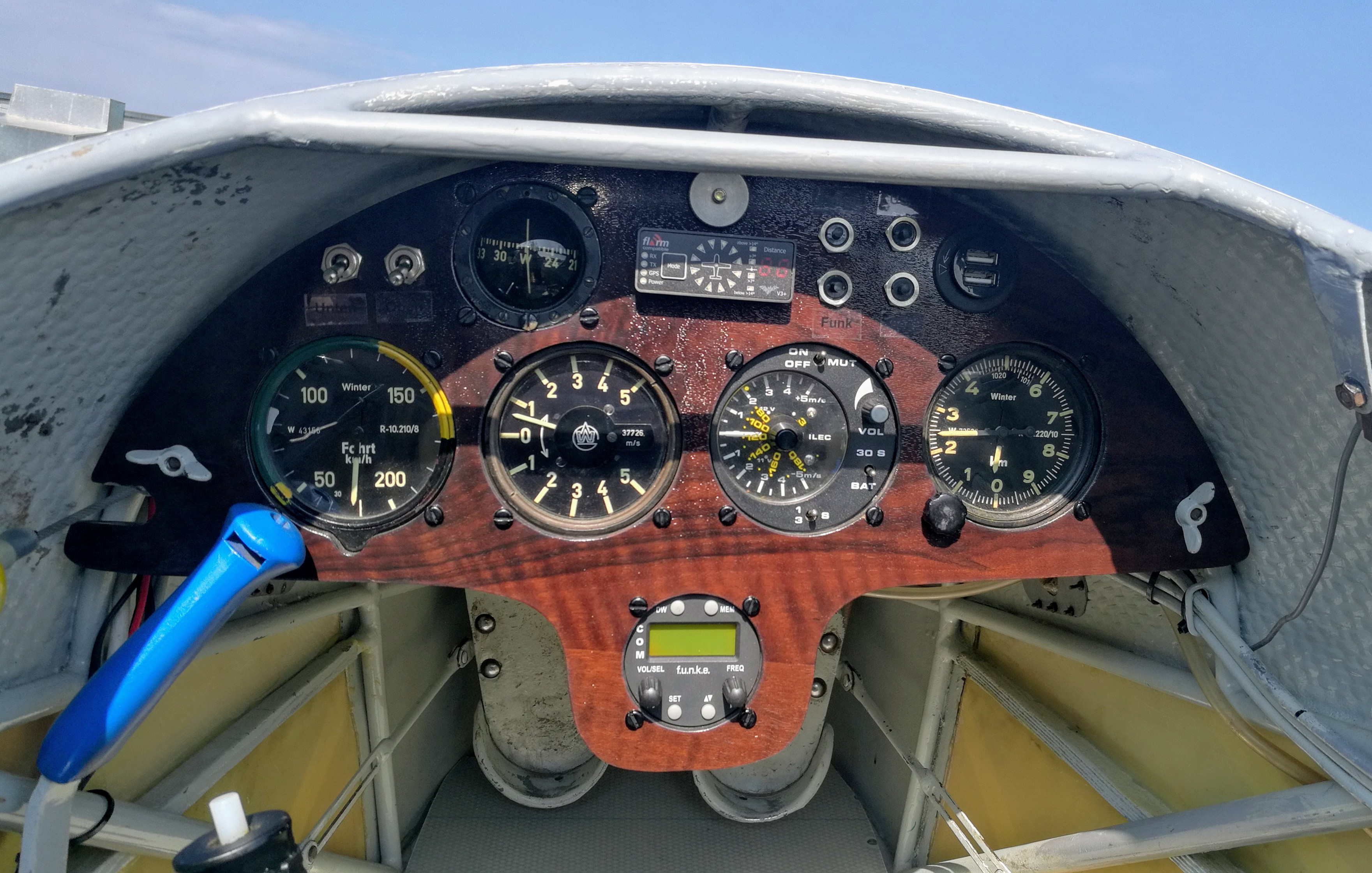
Nicht wolkenflugfähige Instrumentierung einer K 7

Das Flughandbuch aus dem Jahre 1961 schreibt als Mindestausrüstung der Instrumente einen Fahrtmesser im Messbereich von 50 bis 200 km/h und einen Höhenmesser vor. Ansonsten wird nur ein vierteiliger Anschnallgurt, ein Rückenkissen (sofern ohne Fallschirm geflogen wird), der Trimmplan, ein Datenschild, sowie das Flug- und Betriebshandbuch als Mindestausrüstung vorgeschrieben.
In Segelfliegerkreisen kursiert die Aussage, dass mit der K 7 in der Version mit den großen Bremsklappen (siehe Abschnitt Versionen) Wolkenflug durchgeführt werden darf. Diese Aussage ist prinzipiell nicht falsch, jedoch erhöht sich auch die Mindestausrüstung des Flugzeugs erheblich, wenn ein- oder zweisitzig Wolkenflug durchgeführt werden soll. Dieser Umstand wird in der Aussage oft unterschlagen. Das Flughandbuch fordert für die Instrumente eine Düse und ein Staurohr mit Vereisungsschutz. Zusätzlich zum bereits genannten Fahrtmesser ist ein Feinhöhenmesser erforderlich. Ebenso wird ein Variometer, ein Kompass, ein Wendezeiger mit Scheinlot gefordert, dessen Antrieb ebenfalls gegen Vereisung zu schützen ist. Auch eine Borduhr wird zur Mindestinstrumentierung und der Einbau eines künstlichen Horizontes wird empfohlen. Zusätzlich wird darauf hingewiesen, dass die Bestimmungen der Bundesanstalt für Flugsicherung einzuhalten sind.
Zwar ist die genannte Mindestausrüstung bis heute gültig, jedoch werden Segelflugzeuge in der Gegenwart in aller Regel mit weit mehr Instrumenten betrieben, wozu neben dem Variometer und dem Kompass meist ein Funkgerät und das Kollisionswarnsystem FLARM gehören.

## Namensgebung
Der offizielle Name des Flugzeugs gemäß Flughandbuch lautet Schleicher K 7 Rhönadler. Die Namensgebung der Schleicherflugzeuge sorgt jedoch häufig für Verwirrungen. Gerade in den 1950er bis 1960er Jahren wurde die Namenskonvention im Hause Schleicher und vom Konstrukteur Rudolf Kaiser selbst geändert. So wurde Rudolf Kaiser spätestens 1956 darauf hingewiesen, dass sein Kürzel „Ka“ bereits während des Zweiten Weltkrieges durch den Konstrukteur Albert Kalkert der Gothaer Waggonfabrik belegt war. Siehe zum Beispiel: Kalkert Ka 430. Spätestens im Jahre 1966 erweiterte Alexander Schleicher die Musterbezeichnung um die dem Kürzel des Konstrukteurs vorangestellten Buchstaben „AS“ für Alexander Schleicher: ASK für Alexander Schleicher Kaiser oder ASW für Alexander Schleicher Waibel.
Diese Umstände sorgten dafür, dass die Ka 6 im Oktober 1955 noch als „Ka“ zugelassen wurde, im September 1956 folgte dann die K 7 ohne das „a“. In den Folgejahren wurden verschiedene Nachfolger der Ka 6, zum Beispiel die Ka 6 C/CR (1959) oder die Ka 6 BR-S (1963), weiter mit dem Ka versehen, während die K 6 E als weitgehende Neuentwicklung 1965 ohne das „a“ erschien. Bis 1963 erschienen verschiedene Versionen der Ka 6 weiter mit der alten Ka-Nomenklatur, als in der Zwischenzeit bereits die K 7, K 8, K 9, K 10 und K 11 mit der neuen Nomenklatur zugelassen wurden. Im Juli 1966 hatte die ASK 13 ihren Erstflug, doch im April 1967 erschien die K 12, die später in ASK 14 umbenannt wurde. Diese Umstände erschweren es, den einzelnen Schleicherflugzeugen ohne genaue Kenntnis der Literatur die korrekte Schreibweise zuzuordnen.
Hinzu kommt, dass nur wenige Schleicher Flugzeuge einen Beinamen erhielten. Dies ist nur bei den Mustern Ka 2 Rhönschwalbe, Ka 4 Rhönlerche II, Ka 6 Rhönsegler und die K 7 Rhönadler der Fall. Zwei weitere Flugzeuge von Hans Jacobs und Alexander Lippisch tragen ebenfalls, wie die K 7, den Beinamen Rhönadler.
Der Beiname „Rhönadler“, wie auch andere Beinamen der Schleicher-Flugzeuge wird im allgemeinen Sprachgebrauch der Segelflieger nicht genutzt. Die Flugzeuge werden in der Regel mit „K“ und der zugehörigen Nummer ausgesprochen. Der Umstand, dass in der deutschen Aussprache kein Unterschied zwischen „K“ und „Ka“ besteht, erschwert die korrekte, schriftliche Bezeichnung zusätzlich. Durch diese Umstände lässt sich erklären, warum die K 7, neben ihrer offiziellen Bezeichnung auch oft als Ka 7 erscheint.

## Heutige Bedeutung

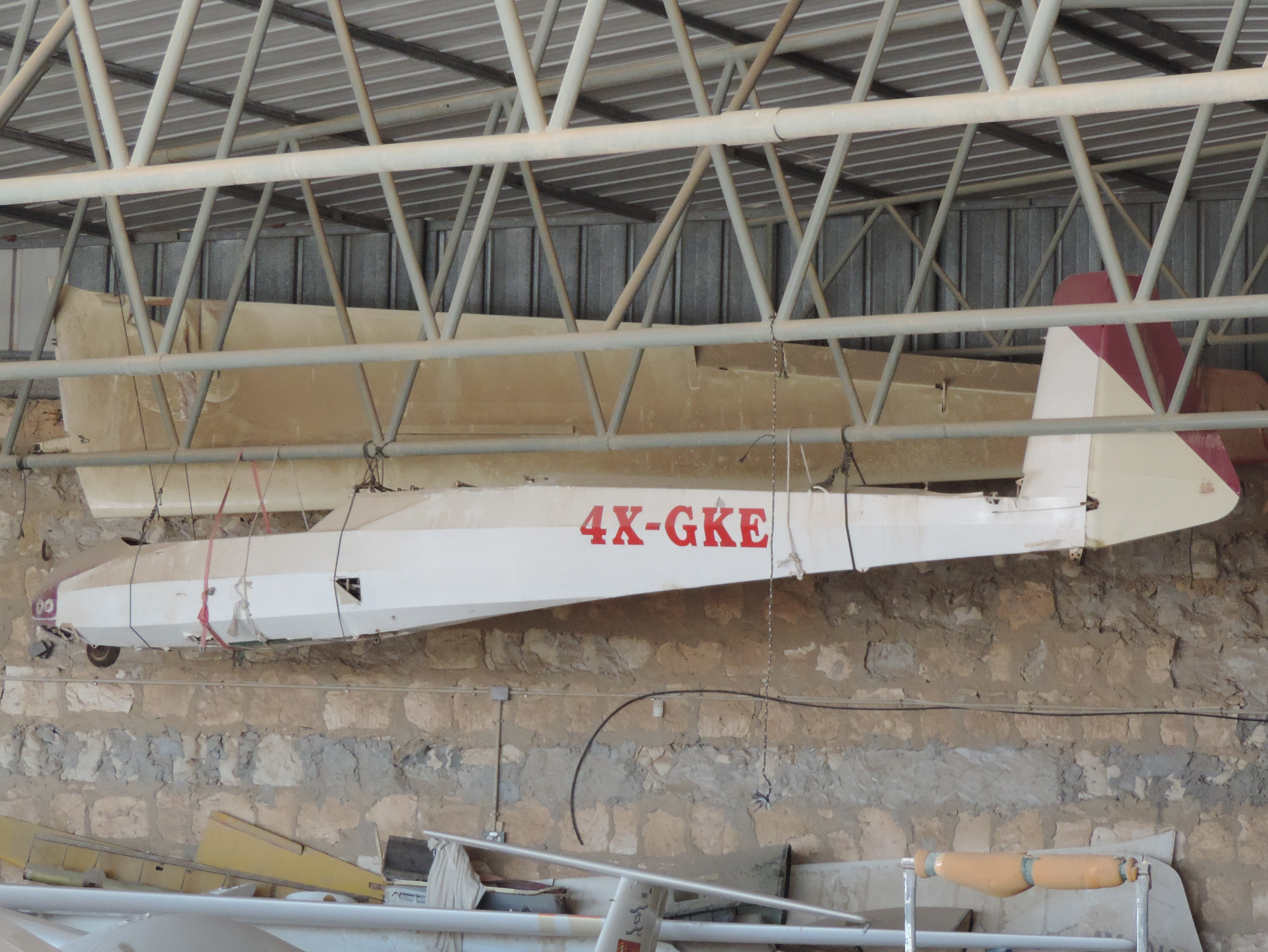
Ins Ausland verkauft und nach Beschädigung eingelagert. Die 4X-GKE wurde als D-4700 erstzugelassen.

Von den einst 511 gebauten Exemplaren waren im Jahre 2001 noch 131, im Jahre 2008 noch 107 Flugzeuge in Deutschland registriert. Eine andere Quelle berichtet im Jahre 2002 von noch etwa 200 zugelassenen K 7 in Deutschland. Obwohl das Flugzeug mit seiner Stückzahl auf Platz 5 der meistgebauten Segelflugdoppelsitzer liegt, beschränkt sich dessen Einsatz heute meist auf den Betrieb durch Enthusiasten und nur noch wenige Segelflugvereine. Die Nachfolgemodelle Schleicher ASK 13 und ASK 21 haben die K 7 mit 693 und über 950 gebauten Exemplaren fast vollständig aus dem Alltagsflugbetrieb der Segelflugvereine und Flugschulen verdrängt.
Die K 7 ist einfach zu fliegen und lässt sich im Langsamflug mit dem Seitenruder halten. Sofern das Trudeln eingeleitet wird, lässt es sich auch problemlos wieder beenden. Im Gegensatz zur ASK 21 kann die K 7 ohne Modifikationen trudeln.
Um die Schleicher-Flugzeuge der Ka- und K-Serie entwickelt sich eine rege Gemeinde von Enthusiasten. Seit dem Jahre 2006 richtet der Segelflugverein Rhönflug Fulda e. V. jährlich ein „Youngtimer-Treffen“ auf der Wasserkuppe aus, bei dem insbesondere die Muster Ka 6, K 7 und K 8 eingeladen sind. Wegen des großen, europaweiten Interesses und den damit verbundenen Kapazitätsengpässen im Hinblick auf Abstellplätze für die Flugzeuge, musste die Teilnehmerzahl auf 15 Flugzeuge begrenzt werden.
Viele K 7 wurden im Laufe der Jahre von Deutschland aus ins Ausland verkauft. Das Schicksal der Flugzeuge ist danach oft ungewiss. Häufig kommt es zu Beschädigungen der Flugzeuge, wonach sie nicht mehr instand gesetzt und außer Betrieb gesetzt werden.

## Besondere Ereignisse

### Förderung des Segelfluges in Indien
Im Jahre 1959 wurde Hanna Reitsch mit einer K 7 nach Indien geschickt, um dort den Leistungssegelflug zu verbreiten. Dabei unternahm sie auch einen gemeinsamen Flug von 90 Minuten Dauer mit dem damaligen, indischen Ministerpräsidenten Jawaharlal Nehru über Neu-Delhi.

## Unfälle

### Absturz auf Strubby Airfield
Am 26. Mai 2004 stürzte eine K 7 kurz nach einem Windenstart während eines Kurvenfluges in der Nähe des Strubby Airfield in Großbritannien ab. Die rechte Tragfläche brach etwa einen Meter entfernt vom Rumpf ab, woraufhin das Flugzeug unkontrolliert zu Boden stürzte. Beide Insassen kamen dabei ums Leben. Die Ursache für das strukturelle Versagen der Tragfläche konnte nicht abschließend geklärt werden, da der Zustand des Holzes sowie der Leimverbindungen offensichtlich in Ordnung waren. Bereits im selben Jahr erließ die British Gliding Association aufgrund des Unfalls eine verpflichtende, wiederkehrende Prüfung aller K 7 und K 7/13, um eventuelle Schäden aufzuspüren.

### Absturz bei Looping
Am 30. März 2013 stürzte eine K 7 auf dem Littlefield Municipal Airport in Texas während eines Loopings ab. Bei der Flugfigur brach eine Tragfläche, das Flugzeug ging im Spiralsturz zu Boden, beide Insassen kamen ums Leben. Bei der Flugunfalluntersuchung wurden schlechte Klebeverbindungen der Tragfläche entdeckt, die aufgrund von Eindringen von Feuchtigkeit entstanden waren. Bei einer Untersuchung nach dem Schema der British Gliding Association im oben genannten Fall hätten die Schwachstellen aufgefunden werden können. Darüber hinaus ist das Baumuster nicht für Kunstflug zugelassen. Ein Zusammenwirken der beiden Einflussfaktoren – der Vorschädigung der Tragfläche und der Kunstflugfigur – ist nicht auszuschließen.

### Unfälle in Deutschland seit 1998
Zwischen 1998 und 2017 weist die Bundesstelle für Flugunfalluntersuchung insgesamt 13 Unfälle mit Schleicher K 7 aus. Dabei wurden die Flugzeuge meist leicht bis schwer beschädigt, in zwei Fällen völlig zerstört. Bei neun der Unfälle wurde niemand verletzt, in einem Fall wurde ein Mensch leicht, in den anderen Fällen wurden die Insassen schwer verletzt. Für den Zeitraum vor 1998 liegen keine verlässlichen Daten vor.

## Vergleichbare Flugzeugtypen

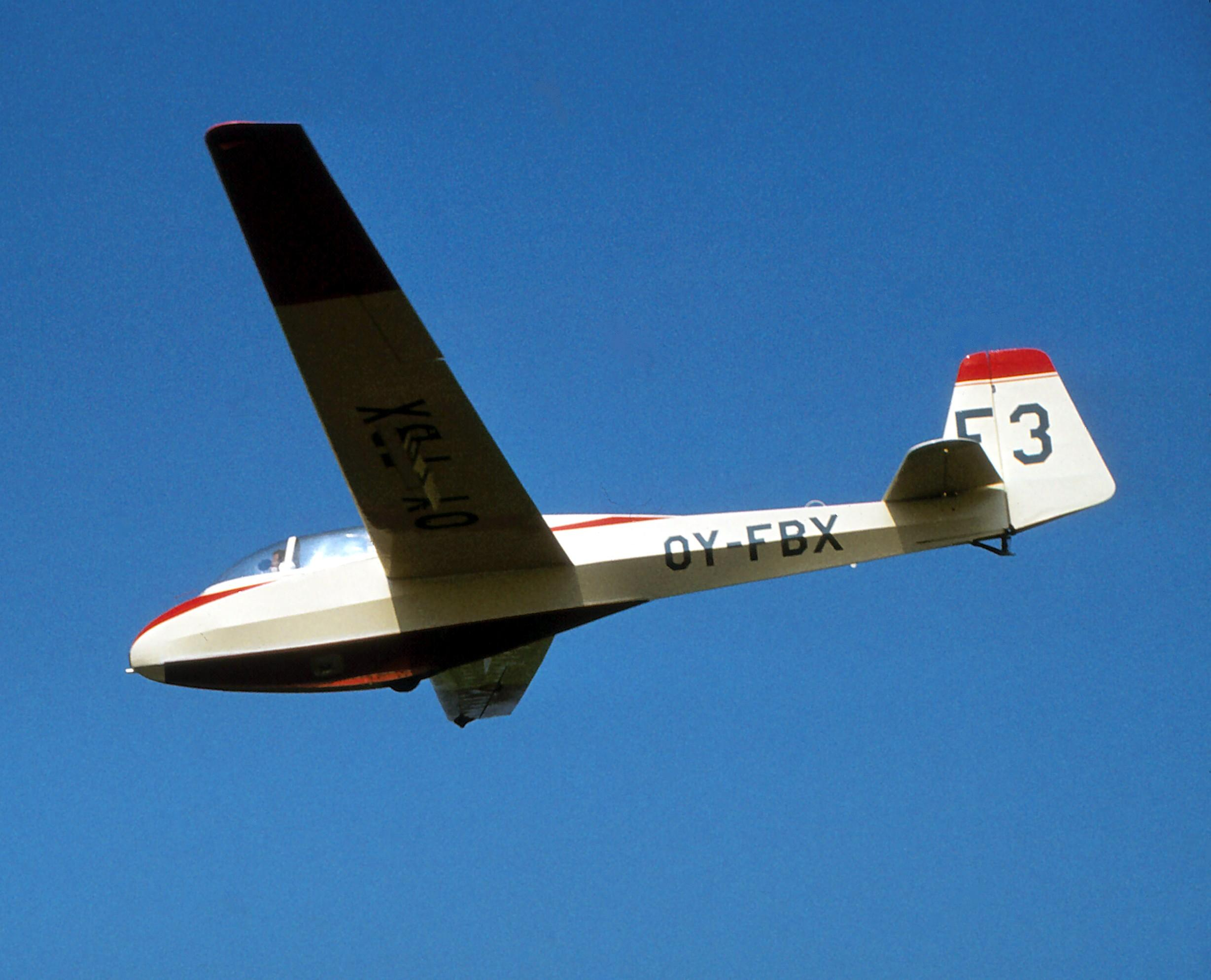
Bergfalke III in Dänemark

Die K 7 ist gemessen an den Verkaufszahlen eines der erfolgreichsten, westlichen Segelflugzeuge der Epoche für den Einsatz als Schulungsflugzeug in Gemischtbauweise. Vergleichbar im Hinblick auf Konstruktion und Flugleistungen ist der Scheibe Bergfalke III, welcher ebenfalls in Gemischtbauweise gefertigt wurde und ähnliche Flugleistungen aufweist. Die direkten Konkurrenten aus dem Ostblock sind zwar in den Flugleistungen vergleichbar, wie zum Beispiel der Blaník oder der Bocian, erreichten aber den westlichen Markt nur in kleinen Stückzahlen. Ebenso können die direkten Vorgänger und Nachfolger der K 7 als vergleichbare Flugzeuge angesehen werden. Insbesondere die Ka 2 unterscheidet sich nur geringfügig von der Auslegung der K 7. Die ASK 13 ist grundsätzlich ähnlich aufgebaut wie die K 7, weist jedoch geringfügig bessere Flugleistungen auf.

## Technische Daten
| Kenngröße                    | Daten                                 |
| ---------------------------- | ------------------------------------- |
| Sitzplätze                   | 2                                     |
| Bauart                       | Gemischtbauweise                      |
| Länge                        | 8,15 m                                |
| Höhe                         | 1,70 m                                |
| Flügelspannweite             | 16 m                                  |
| Flügelfläche                 | 17,5 m²                               |
| Streckung                    | 14,6                                  |
| V-Stellung                   | 4°                                    |
| Rüstmasse                    | 285 kg                                |
| max. Startmasse              | 480 kg                                |
| Cockpit-Zuladung vorn max.   | 97 kg                                 |
| Cockpit-Zuladung hinten max. | 97 kg                                 |
| Mindestgeschwindigkeit       | 59 km/h                               |
| Gleitzahl                    | 25 bei 85 km/h                        |
| Geringstes Sinken            | 0,89 m/s bei 67 km/h                  |
| Höchstgeschwindigkeit        | 170 km/h                              |
| Flügelprofil                 | Gö 533 mod., Außenflügel: Gö 532 mod. |